# Československá basketbalová liga žen 1973/1974
Československá basketbalová liga žen 1973/1974 byla nejvyšší ligovou basketbalovou soutěží žen v Československu. Počet družstev byl 12. Titul mistra Československa získal tým Sparta ČKD Praha, na druhém místě se umístil klub KPS Brno a na třetím Slavia VŠ Praha.
- Sparta ČKD Praha (trenér Lubomír Dobrý) v sezóně 1973/74 získala svůj 14. titul mistra Československa (z 23 celkem).
- Vítězem ankety Basketbalista roku byla v roce 1973 Milena Jindrová (Slavia VŠ Praha).
- „All Stars“ československé basketbalové ligy - nejlepší pětka hráčů basketbalové sezóny 1973/74: Hana Doušová-Jarošová, Ivana Kořínková-Kolínská, Dana Klimešová-Ptáčková, Martina Pechová-Jirásková, Božena Miklošovičová-Štrbáková
- Členka Síně slávy České basketbalové federace Helena Malotová-Jošková po 15 letech skončila v ligové soutěži žen. Za Československo hrála celkem 270 zápasů (1959-1974).

Konečné pořadí ligy 

1. Sparta ČKD Praha (mistr Československa 1974) - 2. KPS Brno - 3. Slavia VŠ Praha - 4. Slávia VŠ Prešov - 5. Slovan CHZJD Bratislava - 6. Lokomotíva Bratislava - 7. Jiskra Kyjov - 8. Lokomotiva Košice - 9. Slavia VŠ Olomouc - další 3 družstva sestup z 1. ligy: 10. VSS Košice - 11. NHKG Ostrava - 12. Slovan Orbis Praha

## Systém soutěže
- Všechna družstva hrála dvoukolově každý s každým (doma - venku), každé družstvo 22 zápasů.

| Poř. | Tým                     | Z  | V  | P  | Skóre     | Body |
| ---- | ----------------------- | -- | -- | -- | --------- | ---- |
| 1.   | Sparta ČKD Praha        | 22 | 22 | 0  | 1836:1176 | 44   |
| 2.   | KPS Brno                | 22 | 17 | 5  | 1792:1445 | 39   |
| 3.   | Slavia VŠ Praha         | 22 | 14 | 8  | 1602:1487 | 36   |
| 4.   | Slávia VŠ Prešov        | 22 | 14 | 8  | 1440:1431 | 36   |
| 5.   | Slovan CHZJD Bratislava | 22 | 14 | 8  | 1615:1434 | 36   |
| 6.   | Lokomotíva Bratislava   | 22 | 12 | 10 | 1380:1322 | 34   |
| 7.   | Jiskra Kyjov            | 22 | 12 | 10 | 1560:1586 | 34   |
| 8.   | Lokomotíva Košice       | 22 | 8  | 14 | 1475:1555 | 30   |
| 9.   | Slavia VŠ Olomouc       | 22 | 6  | 16 | 1434:1641 | 28   |
| 10.  | VSS Košice              | 22 | 5  | 17 | 1364:1595 | 27   |
| 11.  | NHKG Ostrava            | 22 | 5  | 17 | 1372:1627 | 27   |
| 12.  | Slovan Orbis Praha      | 22 | 3  | 19 | 1362:1833 | 25   |

## Sestavy (hráčky, trenéři) 1973/1974, 1974/1975
- Spartak Praha Sokolovo: Hana Doušová-Jarošová, Martina Pechová-Jirásková, Dana Klimešová-Ptáčková, Jana Doležalová-Zoubková, Ivana Kořínková-Kolínská, Helena Šilhavá-Reichová, Alena Weiserová-Kopecká, Jitka Hojerová-Kotrbatá, Ludmila Chmelíková, Mejdová, Dana Hojsáková, Netrefová, Glaserová, Vítovcová, Alena Růžičková-Bubeníková, Linártová. Trenér Lubomír Dobrý
- KPS Brno: Pavla Podivínová-Davidová, Eva Mikulášková, Stanislava Dimitrivová-Grégrová, Lenka Grimmová-Nechvátalová, Jaroslava Synková, Hana Opatřilová-Drastichová, Růžena Maksantová, Keberlová, Svobodová, Fischmeistrová, Hromková, Krchňáková, Ryzá, Neužilová. Trenér Zdeněk Bobrovský
- Slavia VŠ Praha: Milena Jindrová (Hacmacová), Alena Spejchalová, Martina Balaštíková-Babková, Alena Hibšová, Hromková, Bláhová, Kozmanová, Šínovská, Majerová, D. Hájková, Svobodová, Pavlíčková. Trenér Jan Karger
- Jiskra Kyjov: M. Klimková-Neničková, Vlasta Mottlová-Vrbková, Eva Vrbková, Hovězáková, Hovězáková, Z. Klimková, Seidlová, Bednářová, Havlová, Hlaváčová, Brhelová, Spurná, Churá-Domanská, Pavlovičová, Chromková-Skřivanová. Trenér Ivan Kuřil
- Slávia VŠ Prešov: Yvetta Paulovičová-Pollaková, Červeňanová-Lipovská, Gabriela Jančoková-Jeleníková, Táňa Gálová-Petrovičová, Viera Bebčáková, Dobiášová, Hajduková, Šebejová, Jana Michalidesová, Kosecová, Jančoková, A. Jeleníková, Galajdová, Málková, Neubauerová, Faithová, Veselovská, Udicová, Polakovičová, Hajduková. Trenér Juraj Filčák
- Slovan CHZJD Bratislava: Božena Miklošovičová-Štrbáková, Olga Zajasenská-Došeková, Maria Kiffuszová, Eva Šefčíková-Piršelová, Darina Norovská-Pastuchová, Králiková, Hrebíčková, Mesárošová, Grenčíková, A. Hapalová, Slobodníková, Leváková. Trenér Jozef Hodál
- Lokomotíva Bratislava: Nataša Lichnerová-Dekanová, Věra Kišová-Luptáková, Fričová-Ferenceiová, Zigmanová, Jančiarová-Matušková, Jiřina Přívarová, Zuzana Kartíková-Čajová, Mocková, Maláčová, Fabulová-Schneiderová, Bednáriková, Zemánková, Hurtuková, Balážová, Hurtuková, Matisková.. Trenér R. Frimmel
- Lokomotíva Košice: Irena Medvecká-Bartošová, Jana Hrabovská-Smolenová, Jana Blažeková-Škovránová, Polakovičová, Baová, Szabadkaiová-Kašperová, Benková, Brhelová, M. Galášová, Ondičová, Matisová-Dzubanová, Mlynarčíková, Kalináčová, Švikruhová, Krajčová, Liptáková, Kovalová, Gregoríková, Horňáková-Holúbková. Trenér D. Rodziňák (1974), Gabriel Dajko (1975)
- Slavia VŠ Olomouc: Adámková-Homolová, Riecká, Kořínková, Houdová, Klimešová, Dostálová, Kostihová, Bártová, Ševčíková, Hošáková, Rakusová, Langrová, Zvěřinová, Pernicová, Slezáková, Urbanczyková, Buchalová, Tinklová, Schreierová, Přikrylová. Trenér D. Tomajko
- VSS Košice: Eva Galášová, Adamcová, Nagyová, Cecílie Karabelošová, Konopková, Hanková, Móciková, Vařeková, Kovaříková, Hamárová, Molnárová, Tkáčiková, Rykrová, Dzesatníková, Franková. Trenér Š. Tóth
- NHKG Ostrava: Helena Malotová-Jošková, Dana Tušilová-Rumlerová, Eva Polívková, Olšáková, Z. Olejníčková, Medvecká, Sejdová, Dudková-Námyslová, Kornasová, Kolková, Vocetková-Kičmerová. Trenér A. Riegel
- Slovan Orbis Praha: Krajčirová-Fialová, Navrátilová-Mareschová, Kolmanová, Buchalová, Janoušková, Kutychová, Nekolová, Wiesnerová, Staňková, Skronská, Třesohlavá. Trenér J. Kořenský
- Univerzita Brno: Stanislava Haklová-Varmužová, Nováková, Wernischová, Dezortová, J. Polcarová, A. Polcarová, Zavřelová, Šupová, Sejdová, Heroldová, Maxová, Stelzerová, Štěpánková, Šléglová, Suchánková, Kocourková, Cvrkalová, Dvořáková. Trenér J. Kubíček
- Slavia Banská Bystrica: Schlanková, Irena Rajniaková (Goldová), Šipkovská, Nagyová, Jánošová, Mullerová, Bartková, Gregorová, Koppová, Meiszlingerová, Šlesárová, Martišová, Rusková, Hudáková. Trenér M. Kršjak
- Lokomotiva Karlovy Vary: J. Helínska, Janoušková, Toušková, Kubastová, Štocková, Antoniová, Jelínková, Vršecká, Gubičová, Šlárová-Mottlová, Lukášová, Antoníková. Trenér V. Sehnoutka

## Zajímavosti
- Mistrovství Evropy v basketbale žen 1974 se konalo v Itálii (Cagliari) v září 1974 za účasti 13 družstev. Mistrem Evropy byl Sovětský svaz, Československo na 2. místě , Itálie na 3. místě, Maďarsko na 4. místě. Československo na ME 1974 hrálo v sestavě: Hana Doušová-Jarošová 139 bodů /8 zápasů, Martina Pechová-Jirásková 72 /8, Dana Klimešová-Ptáčková 68 /7, Božena Miklošovičová 62 /8, Ivana Kořínková-Kolínská 52 /8, Martina Balaštíková-Babková 35 /7, Ivetta Paulovičová-Polláková 29 /8, Vlasta Mottlová-Vrbková 26 /6, Helena Šilhavá-Reichová 24 /5, Hana Doležalová-Zoubková 22 /6, Lenka Grimmová-Nechvátalová 18 /3, Ludmila Chmeliková 8 /2, celkem 555 bodů v 8 zápasech (7 vítězství, 1 porážka). Trenér Jindřich Drásal, asistent Alois Brabec.
- V Poháru evropských mistrů v basketbalu žen Slavia VŠ Praha v sezóně 1973/74 vyřazena ve čtvrtfinálové skupině.
- V Pohár vítězů pohárů žen Sparta ČKD Praha vyřazena v sezóně 1973/74 v semifinále od Geas Sesto San Giovanni (Itálie).